# 佐々木謙介
佐々木 謙介（ささき けんすけ、1938年 - ）は、日本のフリーアナウンサー、ラジオパーソナリティー。現在は福岡県福岡市に在住している。

## 人物
- 立教大学卒業。1960年にNHKに入局し、アナウンサーとして全国各地で活動した[1]。
- 血液型はB型。
- 定年退職後は福岡市に居住し、RKBラジオのパーソナリティーのほか、中村学園大学短期大学部非常勤講師、NHK北九州文化センター講師[2]、フリーアナウンサー、イベントの司会、各種市民大学講座での言葉遣い・朗読などの講師[3]などとしても活躍している。

## エピソード
- 趣味は俳句、地図を見ること、音楽鑑賞。このうち俳句とクラシック音楽については「サンデースイングライフ」でそれについてトークするコーナーを設けているほど。
- NHK在籍中、福岡市に14年居住していた。このとき様々な面で住みやすさを感じたことが、セカンドライフにおける居住地を決めるきっかけになった[1]。

## 出演

### 現在
- あべ・ケン!言の葉パラダイス（RKBラジオ）

### 過去
- サンデースイングライフ（RKBラジオ）